# Junceella vetusta
Junceella vetusta är en korallart som först beskrevs av Rudolf Albert von Kölliker 1865.  Junceella vetusta ingår i släktet Junceella och familjen Ellisellidae. Inga underarter finns listade i Catalogue of Life.